# Quinquaginta decisiones
Con il termine Quinquaginta decisiones si indica il complesso dei provvedimenti emessi dall'imperatore Giustiniano I dopo l'emanazione del Novus Codex Iustinianus, avvenuta nel 529, e prima della pubblicazione del Digesto, avvenuta nel 533.
Tali decisiones, menzionate nella costituzione con cui Giustiniano promulgò il secondo codice (cost. Cordi, §§ 1-2), non vanno confuse con le constitutiones ad commodum propositi operis pertinentes, che sono invece le costituzioni emanate durante la compilazione del Digesto allo scopo di dirimere le controversie su punti specifici relativi al vetus ius, ossia alle antiche opere dei giuristi romani classici.
Benché ufficialmente emesse dell'imperatore, l'autore di queste decisiones era Triboniano, quaestor sacri palatii di Giustiniano, al quale verrà anche affidato il compito di presiedere la commissione per la compilazione del Digesto e delle Istituzioni imperiali.
Questa informazione si può ricavare dalla lettura di un passo delle Istituzioni giustinianee (I. 1.5.3): ... et dediticios quidem per constitutionem expulimus, quam promulgavimus inter nostras decisiones, per quas suggerente nobis Triboniano viro excelso quaestore antiqui iuris altercationes placavimus...
Non può ritenersi sicuro che le Quinquaginta decisiones, emesse in un arco di tempo che va dal 1º agosto 530 al 30 aprile 531, siano state pubblicate come raccolta autonoma prima di essere incluse all'interno del Codex Iustinianus repetitae praelectionis, promulgato il 17 novembre 534.
Dalla lettura della cost. Cordi si apprende che prima di questa inclusione nel secondo Codice di Giustiniano il testo di alcune delle Quinquaginta decisiones fu modificato nei casi in cui ciò fu ritenuto necessario.
Si può pensare che con il progetto delle Quinquaginta decisiones si mirasse, subito dopo l'emanazione del Novus Codex Iustinianus, a risolvere il problema delle controversie presenti negli scritti dei giuristi classici mediante provvedimenti diretti a troncare (in latino: decidere) tali questioni una volta per tutte e con valore normativo. Quando però si decise di provvedere ad affrontare questo problema con l'emanazione del Digesto, che era appunto un'antologia di scritti degli antichi giuristi, tale progetto fu superato.